# Bubierca
Bubierca – gmina w Hiszpanii, w prowincji Saragossa, w Aragonii, o powierzchni 29,54 km². W 2011 roku gmina liczyła 84 mieszkańców.